# 约翰·D·麦克阿瑟
约翰·唐納德·麦克阿瑟（英語：John Donald MacArthur，1897年3月6日—1978年1月6日）是美国的商人和慈善家，和妻子凯瑟琳·T·麦克阿瑟一起成立了 麦克阿瑟基金会。

## 生平
1897年出生在宾夕法尼亚州路泽恩县，一个贫困的美国浸礼宗牧师家庭。哥哥查尔斯·麦克阿瑟是美国剧作家和编剧，嫂子是美国著名女演员海伦·海丝。
约翰·D·麦克阿瑟靠保险业务发家，后来投资佛罗里达州的房地产，1954年投资550万美元购买了位于棕榈滩县北部的2600英亩（11平方公里）的土地，更是为他带来了丰厚的回报，成为日后基金会的主要来源。资产包括位于湖公园 (佛罗里达州)，北棕榈滩 (佛罗里达州)，棕榈滩花园，棕榈滩海岸 (佛罗里达州)的大部分。他自己经常坐在位于棕榈滩海岸 (佛罗里达州)的柱廊海滩酒店的桌上办公，他和妻子住在可以俯瞰大西洋和沃思湖潟湖，楼下还有一间酒吧。